# Feminicidio

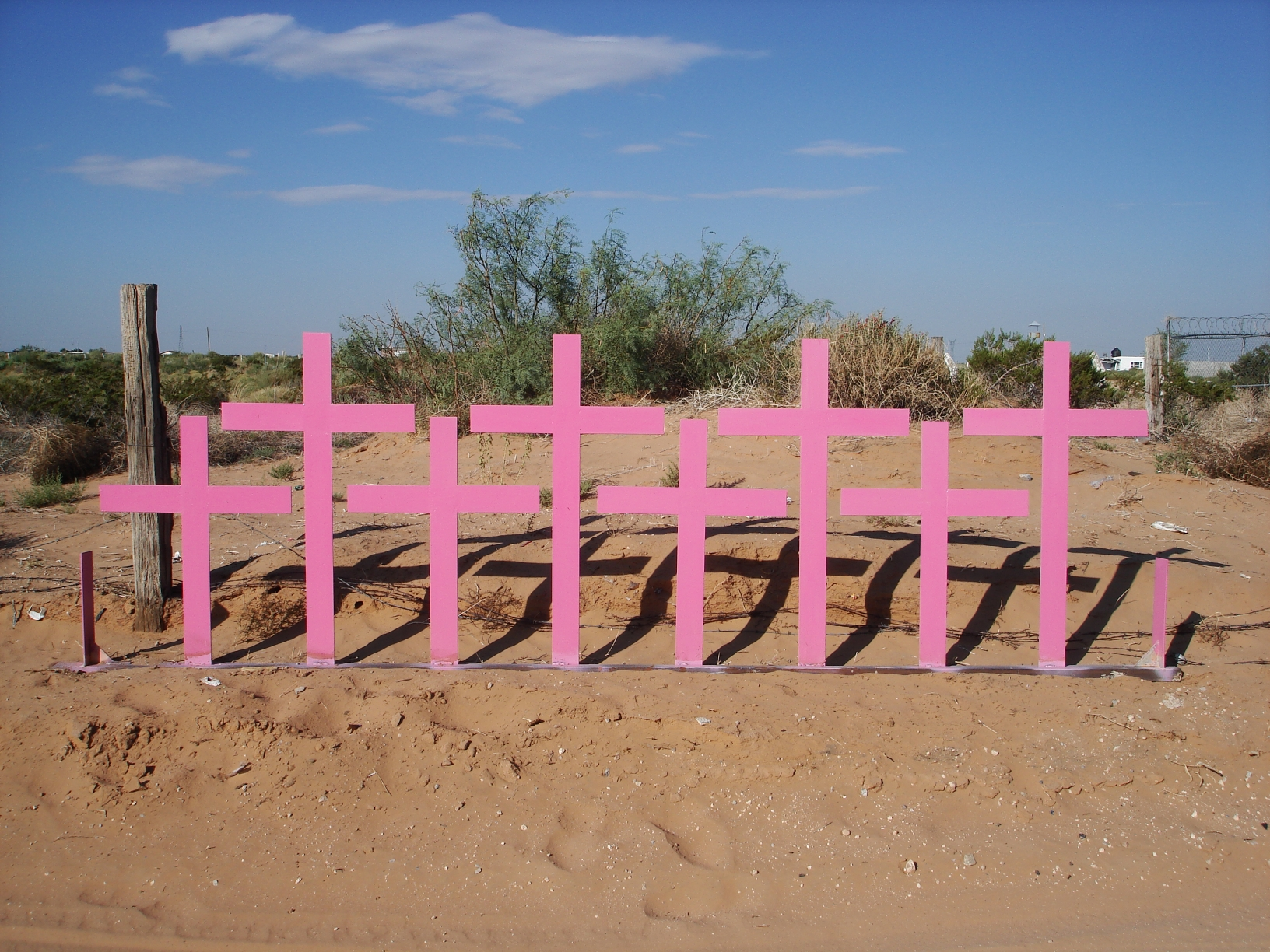
Cruces en Lomas del Poleo (Ciudad Juárez, Chihuahua, México) en el lugar donde fueron encontrados 8 cadáveres de mujeres en 1996.

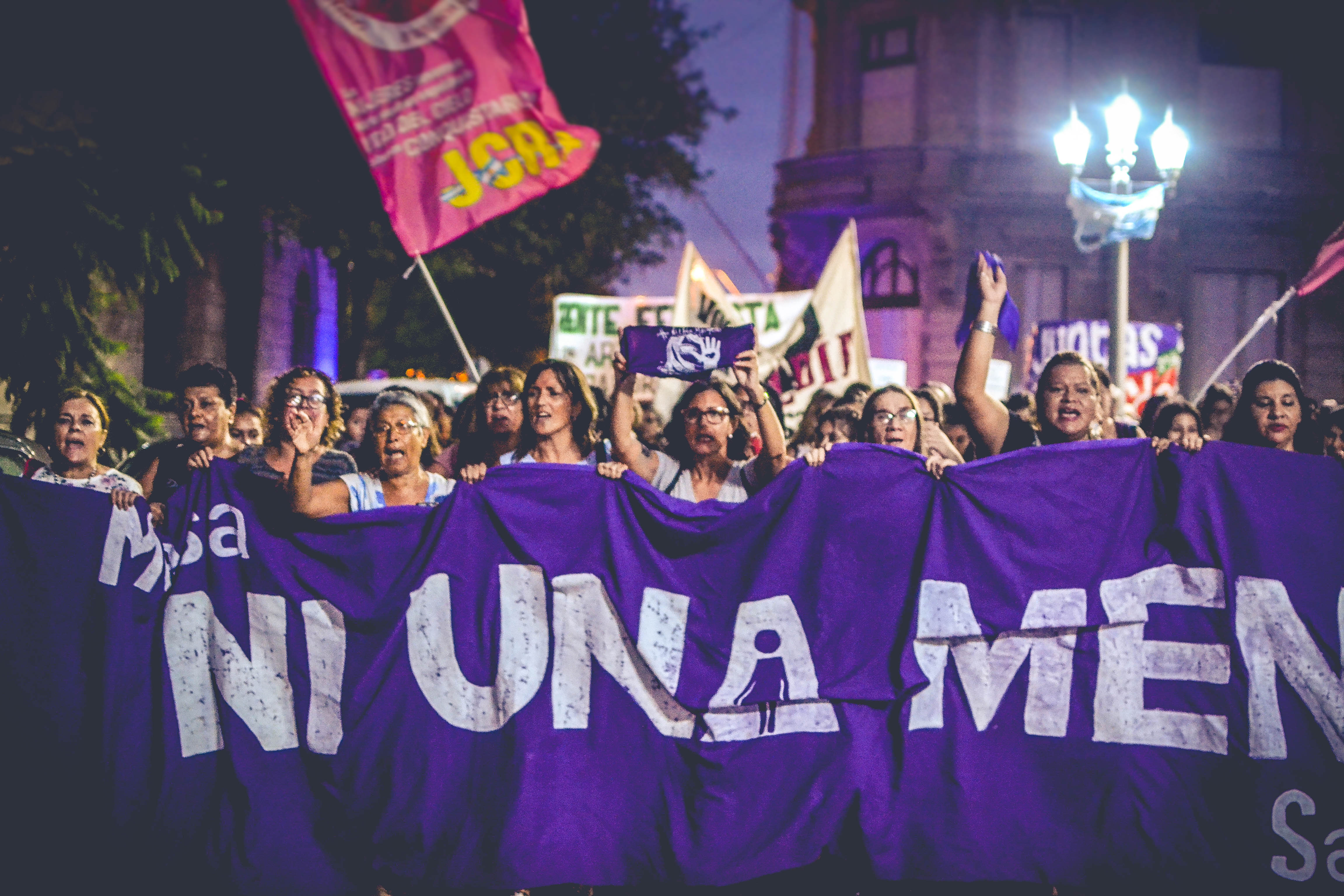
Mujeres marchando con una pancarta que dice Ni una menos, un movimiento que se opone a los femicidios.

El feminicidio o femicidio se define como el «asesinato de una mujer a manos de un hombre por machismo o misoginia». El concepto define un acto de máxima gravedad, en un contexto cultural e institucional de discriminación y violencia de género, que suele ser acompañado por un conjunto de acciones de extrema violencia y contenido deshumanizante, como torturas, mutilaciones, quemaduras, ensañamiento y violencia sexual, contra las mujeres y niñas. Diana Russell, promotora inicial del concepto, explicó que «el feminicidio representa el extremo de un continuum de terror antifemenino que incluye una amplia variedad de abusos verbales como físicos, tales como violación, tortura, esclavitud sexual (particularmente por prostitución), abuso sexual infantil incestuoso o extrafamiliar, golpizas físicas y emocionales, entre otras». Varios países lo han incluido como delito en sus legislaciones penales, con variaciones en el tipo penal. La palabra fue incluida en el Diccionario de la lengua española en 2014.
Los términos «feminicidio» y «femicidio» suelen utilizarse como sinónimos, pero algunas especialistas diferencian los significados de ambas palabras.

## Origen del concepto
El término femicide registra esporádicos antecedentes de uso en el idioma inglés desde comienzos del siglo XIX, pero comenzó a difundirse desde que Diana Russell lo utilizara en 1976 ante el Tribunal Internacional de los Crímenes contra la Mujer, y sobre todo desde que instalara el concepto con sendas publicaciones realizadas en 1990 y 1992. La introducción al idioma español se produjo a partir de la segunda mitad de la década de 1990, a raíz de la traducción del concepto aportado por Russell y en el marco de las revelaciones sobre impunidad en los asesinatos de mujeres de Ciudad Juárez en México, para poder expresar la gravedad de una conducta generalizada en la sociedad contemporánea, para la que no había una palabra en especial.
La definición más común de feminicidio es aquella que lo conceptualiza como el asesinato de una mujer por razones de género (Russell, 2008), siendo que en la actualidad cada 10 minutos es asesinada a una mujer por motivos de género. El Plan Nacional contra la Violencia Hacia la Mujer 2009-2015 lo definió como los homicidios de mujeres en condiciones de discriminación y violencia basados en el género. Como definición general, la precisión y adaptación del feminicidio a contextos culturales y sociales es más discutida. Mientras que algunas autoras han optado por definir el feminicidio como la consecuencia de estructuras de poder en un sistema patriarcal (Bersani & Chen, 1988), otras lo han definido como una modalidad de poder propia de excolonias que interactúa con los sistemas socio-legales formales e informales y da forma a una economía de la muerte en la que operan distintos actores como la iglesia, policías, jueces y otros actores encargados del control social (Shalhoub-Kervorkian & Daher-Nashif, 2013).
El primer uso detectado de la palabra inglesa femicide es el que realizara en 1801 el escritor John Corry, en el libro A satirical view of London at the commencement of the nineteenth century. (Una visión satírica de Londres al comenzar el siglo diecinueve). Corry utiliza el término, no para referirse a un asesinato, sino para referirse a la seducción de una mujer virgen por parte de un hombre casado, con la que mantiene relaciones sexuales. El párrafo en el que utiliza el concepto dice:

This species of delinquency may be denominated femicide; for the monster who betrays a credulous virgin, and consigns her to infamy, is in reality a most relentless murderer!
Esta especie de delincuencia puede ser denominada feminicidio; porque el monstruo que traiciona a una crédula virgen, y la somete a la infamia, es en realidad un asesino despiadado!

En las décadas de 1970 y 1980 varias investigadoras feministas comenzaron a aplicar la perspectiva de género en la criminología, especialmente en el homicidio, detectando una gran cantidad de asesinatos de mujeres, a manos de hombres, por motivos relacionados con la dominación de género, que dieron lugar a la publicación de libros como Crimes against women: the proceedings of the International Tribunal (1982) de Diana Russell y Nicole Van de Ven, Gendercide: the implications of sex selection (1985) de Mary Anne Warren, The age of sex crime (1987) de Jane Caputi, The lust to kill (1987) de Deborah Cameron y Elizabeth Frazer y Femicide: the politics of woman killing (1992) de Diana Russell y Jill Radford. En el marco de esas investigaciones aparecieron varios términos en inglés para designar el concepto, como femicide y gendercide, entre otros. De este modo el concepto de feminicidio se integró al bagaje teórico feminista.
La expresión femicide comenzó a ser utilizada en español en la segunda mitad de la década de 1990, traducida a veces como feminicidio y a veces como femicidio. En 1997 la investigadora mexicana Marcela Lagarde, pionera en la aplicación del concepto en las investigaciones en español, se refirió extensamente al "feminicidio" en un artículo titulado "Identidades de género y derechos humanos; la construcción de las humanas", donde dice:

Hoy conceptualizamos la dominación agresiva y lacerante a las mujeres y la llamamos feminicidio, definido por Radford y Russell (1994), como la política del exterminio de las mujeres. Sin embargo es importante conceptualizar al feminicidio, de manera que abarque también los procesos que conducen a ese exterminio, y definirlo como el conjunto de acciones que tienden a controlar y eliminar a las mujeres a través del temor y del daño, y obligarlas a sobrevivir en el temor y la inseguridad, amenazadas y en condiciones humanas mínimas al negarles la satisfacción de sus reivindicaciones vitales. La opresión de las mujeres tiene una profunda marca feminicida.

Otras de las pioneras, la investigadora costarricense Montserrat Sagot, publicó en el año 2000 el libro Femicidio en Costa Rica, con la colaboración de la investigadora hispano-costarricense Ana Carcedo. Ese mismo año la mexicana Julia Monárrez publicó el artículo «La cultura del feminicidio en Ciudad Juárez, 1993-1999». En 2001 el Centro de Encuentros Cultura y Mujer realizó en Argentina la campaña "Ni una muerte más" introduciendo el concepto de femicidio en ese país. En 2002 la dominicana María Jesús Pola Zapico dio a publicidad el estudio Feminicidio en República Dominicana, mientras que la argentina Susana Cisneros dio a conocer un estudio sobre "El femicidio en la ciudad de La Plata, 1997-2001". En 2004 la panameña Eyra Harbar publicó un artículo titulado «Notas acerca del femicidio», en la Red Nacional Contra la Violencia, y la argentina Moira Soto publicó el artículo «Brujas, el gran femicidio», en el suplemento Las 12 de Página/12.
En 2005 el concepto comienza a generalizarse en español. Ese año, la guatemalteca Ana Leticia Aguilar publicó Femicidio... la pena capital por ser mujer; la nicaragüense Alma Chiara D'Ángelo publicó el libro Femicidio, forma extrema de violencia doméstica; Lagarde publicó Feminicidio: justicia y derecho; la bancada parlamentaria de la Unidad Revolucionaria Nacional Guatemalteca (URNG) publicó Femicidio en Guatemala: Crímenes contra la humanidad, y en Argentina Silvia Chejter editó el libro Femicidios e impunidad con trabajos de varias investigadoras.
También en 2005 Marcela Lagarde conoció a Diana Russell y se ofreció a traducir al español su libro Femicide: the politics of woman killing, escrito con Jill Radford, acordando entre ambas traducir la palabra femicide como feminicidio. Pese a ello, Lagarde sostuvo en el prólogo a la traducción del libro, que, además del concepto de feminicidio instalado por Russell, debía adoptarse también el concepto de femicidio, con el fin de reservar la noción de feminicidio para los casos en que hubiera impunidad para los perpetradores. Russell por su parte expresó su desacuerdo, tanto con la nueva definición del concepto feminicidio realizado por Lagarde, como por la duplicación feminicidio/femicidio, generadora de confusiones y enfrentamientos.
Finalmente, las palabras feminicidio y femicidio terminaron predominando frente al término genericidio. La palabra feminicidio fue incluida en el Diccionario de la lengua española en la edición de octubre de 2014, definida como «asesinato de una mujer por razón de su sexo», una definición que fue criticada por insuficiente. En diciembre de 2018 la Real Academia Española enmendó la definición estableciendo que feminicidio se refiere al asesinato de una mujer a manos de un hombre por machismo o misoginia.

## Características
El feminicidio o femicidio define un acto de violencia extrema contra las mujeres por razones machistas o misóginas, es una de las violaciones de los derechos humanos más graves, extendida, arraigada y tolerada en el mundo. Forma parte del concepto más amplio de violencia de género. Los científicos sociales y las normas nacionales e internacionales tienen considerables diferencias tanto en la definición sociológica, como en la definición jurídica del término, diferencias que se extienden a los conceptos vinculados de género y violencia de género. Es la forma extrema de violencia de género, causado por odio o desprecio a su condición de mujer, que degenera en su muerte producidas tanto en el ámbito público como privado. (Artículo 15, Numeral 20, Ley Orgánica sobre el Derecho de las Mujeres a una Vida Libre de Violencia). El problema de definición del concepto se agrava por la dualidad feminicidio/femicidio, que en algunos casos se consideran sinónimos y en otros casos definen diferentes actos y situaciones sociales. 
El concepto se instaló a partir de la década de 1990 para focalizar y estudiar una de las expresiones más extremas de la violencia de género, como es el asesinato de mujeres, revelando que se trata un mal global con mecanismos generalizados de impunidad, que alcanza proporciones epidémicas.
La violencia contra las mujeres y las niñas es una de las violaciones de los derechos humanos más graves, extendida, arraigada y tolerada en el mundo. Esta violencia es tanto causa como consecuencia de la desigualdad y de la discriminación de género. 
El feminicidio no se circunscribe exclusivamente al acto homicida, sino que se extiende a un contexto más complejo que incluye la trama social, política, cultural, institucional y económica que lo propicia, lo encubre y despliega los mecanismos para que quede impune (Monárrez, 2009). Apunta a hacer visibles las relaciones de poder de una sociedad masculinizada, que mediante estructura, propaganda, ritos, tradiciones y acciones cotidianas, reproducen el sometimiento de las mujeres y establecen los mecanismos para ejercer la violencia de género necesaria para garantizar su preservación. Para Pierre Bourdieu (2000) actos como matar, violar y torturar, o el deseo de dominar, explotar y oprimir, se vinculan directamente al temor de los hombres de ser excluidos del mundo de los hombres. En el mismo sentido Rita Segato —que incluye en el feminicidio al asesinato de aquellas personas con cuerpos feminizados— ha puesto de manifiesto la relación del femicidio con la masculinidad en la sociedad patriarcal moderna, explicando que se trata de un título precario que debe ser permanentemente revalidado mediante actos de dominación, para demostrar que cada hombre adhiere y reproduce los valores de supremacía del género masculino y la heteronormatividad, bajo pena de exclusión del estatus viril, enviando a la vez mensajes de violencia ilimitada de tipo mafioso a toda la comunidad, que conforman una "pedagogía de la crueldad".
Para Lagarde (2006), «En el marco de la supremacía patriarcal de género de los hombres [...] como un mecanismo de control, sujeción, opresión, castigo y agresión dañina que a su vez genera poder para los hombres y sus instituciones formales e informales. La persistencia patriarcal no puede sostenerse sin la violencia que hoy denominamos de género».
Las mujeres entre los 15 y los 44 años tienen una mayor probabilidad de ser mutiladas o asesinadas por hombres que de morir de cáncer, malaria, accidentes de tráfico o guerra combinados.
De acuerdo al Centro de Ginebra para el Control Democrático de las Fuerzas Armadas (DCAF) entre 113 y 200 millones de mujeres desaparecen demográficamente.
Esta brecha es el resultado de diversos mecanismos:
- Aborto de los fetos de niñas basado en una selección deliberada, también llamado aborto selectivo (facilitado por el Diagnóstico prenatal del sexo).
- Infanticidio femenino en aquellos países en los que se prefiere a niños varones.
- Falta de comida y atención médica, que se desvía hacia los miembros masculinos de la familia.
- Los llamados «asesinatos de honor» y las muertes de dote.
- Tráfico de mujeres.
- Violencia doméstica o de género.
- Mediante la incineración del cuerpo.

Esto implica que cada año entre 1,5 y 3 millones de mujeres de toda edad son víctimas de la violencia de género. La falta de cuidados médicos implica el fallecimiento de 600 000 mujeres al año durante el parto.
Usualmente es confundido el término "feminicidio" con "femicidio"  o es usado como sinónimo. “El término "femicidio" está relacionado con el de "Gendercide" o "genericido" que fue utilizado por Mary Anne Warren en 1985 en su obra "Gendercide: The Implications of Sex Selection" y que es un neologismo que se refiere a la matanza sistemática de los miembros de un determinado sexo.
El femicidio es el asesinato de mujeres como resultado extremo de la violencia de género, que ocurre tanto en el ámbito privado como público y comprende aquellas muertes de mujeres a manos de sus parejas o exparejas o familiares, las asesinadas por sus acosadores, agresores sexuales y/o violadores, así como aquellas que trataron de evitar la muerte de otra mujer y quedaron atrapadas en la acción femicida.
Se denominan los asesinatos de mujeres considerándolos como homicidio, sin destacar las relaciones de género, ni las acciones u omisiones del Estado. 
Es decir son asesinatos contra niñas y mujeres que se sustentan en violencias que acaecen en la comunidad y que no van dirigidas a las mujeres por ser mujeres,- independientemente de que los hayan cometido hombres- pero tienen consecuencias irremediables para ellas, y que deben ser tomados en consideración para efectos de prevención y erradicación de la violencia comunitaria.
Para el ministerio de Uruguay “el femicidio es «un término que visibiliza los homicidios por razones de género. (...) su objetivo es visibilizar; concientizar lo que está pasando». Por otro lado, para este ministerio, el feminicidio «tiene otra connotación: responsabiliza al Estado como quien favorece la impunidad en estos hechos”
De acuerdo a Verónica Catinari que forma parte de la Organización Mujeres de la Matria Latinoamericana (Mumala): “Los femicidios se multiplican y la violencia contra la mujer aumenta porque falta conciencia en la sociedad. No hay estadísticas oficiales y sin eso no se puede aplicar ningún plan de prevención. Hay que contar lo que pasa y permitir que se genere un debate en torno al tema. Que en las escuelas se pueda dictar educación sexual sin ningún prejuicio”.

### Diferencias entre homicidio y feminicidio
El femicidio es el término femenino para homicidio, o sea, es el asesinato de una mujer, un homicidio que especifica el sexo de la víctima. En cambio, feminicidio, es el concepto que define que esa mujer fue asesinada por el simple hecho de ser mujer[cita requerida].  Es un concepto que hace referencia a una construcción social de la culminación de la violencia contra las mujeres, a un crimen de estado, a la tolerancia de la violencia de género, a la impunidad que conlleva asesinar mujeres solo por su género ya que unas de sus características es la falta de esclarecimiento y castigo a los culpables.
| Diferencias entre homicidio y feminicidio | Diferencias entre homicidio y feminicidio                                                                             | Diferencias entre homicidio y feminicidio                                                        |
| Elemento                                  | Homicidio | Feminicidio                                                                                      |
| ----------------------------------------- | --- | ------------------------------------------------------------------------------------------------ |
| Bien jurídico                             | Único (vida) | Múltiple (vida, dignidad, integridad)                                                            |
| Tiempo                                    | Instantáneo (se configura cuando la víctima muere)                                                                    | Complejo (se configura con conductas de odio anteriores o posteriores a la muerte de la víctima) |
| Víctima                                   | Cualquier persona | Siempre es una mujer                                                                             |
| Medios comisivos                          | Se agrava cuando se utilizan ciertos medios comisivos (veneno, alevosía, etc.) o circunstancias (premeditación, etc.) | La razón de género no es un medio comisivo, ni una circunstancia.                                |
| Subjetividad                              | Puede ser doloso (intencional) o culposo (negligencia)                                                                | Solo puede ser doloso (intencional)                                                              |
| Fuentes: Isabel Claudia Martínez Álvarez. | |                                                                                                  |

### Tipos de feminicidio
Entre los tipos de feminicidio, se distingue el feminicidio íntimo, que es cometido por una persona con la cual la víctima tenía o había tenido una relación sentimental (esposo, exesposos, novios, amantes, etc.), del feminicidio no íntimo, que es cometido por una persona o un grupo de personas que no ha tenido ninguna relación sentimental con la víctima, ni se encuentran unido a la misma por un vínculo de parentesco.
Como expusieron Julia Monárrez y Patricia Olamendi citadas en una carpeta informativa elaborada por el Centro de Estudios Sociales y Opinión Pública (CESOP), existen otros tipo de feminicidios los cuales se encuentran a continuación: 
- Íntimo. Es la muerte de una mujer cometida por una persona del sexo masculino con la que tenía o habría tenido una relación o vínculo amoroso (marido, exmarido, compañero, novio, exnovio o amante,etc) Este también contempla el supuesto del amigo que asesina a una mujer ya sea su amiga o conocida que haya rechazado entablar una relación íntima (sentimental o sexual) con esta y derivado de ello sea privada de la vida.

- No íntimo. Es la muerte de una mujer cometida por una persona del sexo masculino que sea desconocido por la víctima, es decir, es la muerte en la que no existe ningún vínculo o relación.

- Infantil. Es la muerte de una niña menor de 14 años de edad cometida por un hombre en el contexto de una relación de responsabilidad, confianza o poder que le otorga su situación adulta sobre la minoría de edad de la niña.

- Familiar. Es la muerte de una mujer por manos de un hombre de su parentesco que puede ser por consanguinidad, afinidad o adopción.

- Por conexión. Hace referencia al caso de la muerte de una mujer “en la línea de fuego” por parte de un hombre en el mismo lugar en el que mata o intenta matar a otra mujer. Puede tratarse de una amiga, una pariente de la víctima, madre, hija, o de una mujer extraña que se encontraba en el mismo escenario donde el victimario atacó a la víctima.

- Sexual sistémico desorganizado. En este caso se presume que los sujetos activos matan a la víctima en un período determinado. Es decir, lo planean e involucran el secuestro, la tortura y/o la violación a la ecuación.

- Sexual sistémico organizado. Se presume que en estos casos los sujetos activos pueden actuar como una red organizada de feminicidas sexuales, con un método consciente y planificado en un largo e indeterminado período. O en su caso que se trate de un asesino serial.

- Por prostitución o por ocupaciones estigmatizadas. Es la muerte de una mujer que ejerce la prostitución y/o cualquier otra ocupación como estríperes, camareras, masajistas o bailarinas en locales nocturnos cometida por uno o varios hombres.

- Por trata. Es la muerte de una mujer como consecuencia de las actividades de la trata de personas, encontrándose actividades como la prostitución, secuestro y tráfico de personas.

- Por tráfico. Es la muerte de mujeres producida en una situación de tráfico de migrantes.

- Lesbofóbicos. Es la muerte de una mujer lesbiana derivado de discriminación hacia su orientación sexual.

- Racista. Es la muerte de una mujer por odio o rechazo hacia su origen étnico, racial o sus rasgos fenotípicos.

- Por mutilación genital femenina. Es la muerte de una niña/ mujer a consecuencia de una práctica de mutilación genital.

### Factores que pueden causar un feminicidio
Las varias ideas, con respecto a algunas posibles causas de este tipo de hechos de violencia, de la  psicóloga Susana Espinola, dentro de una nota de abc color hecha por Graciela Galeano, señalan que: 
El origen de esta agresividad puede ser biológico o social, factores que determinan el comportamiento y también las que sufren un trastorno psicológico como trastorno de personalidad antisocial, ideas paranoides –que siempre piensan que los otros van a hacerle daño–, trastornos de personalidad tanto el límite, como el narcisista, que son muy dañinos y dificultan la convivencia.
Dentro de la vida de pareja, también existen factores más específicos que deben de poder ser reconocidos a tiempo, con la finalidad de evitar un hecho de esta índole. El psicólogo forense, José Koc, en unas palabras brindadas a Perú21, transmitió los siguientes puntos:
- La persona es bastante amorosa al principio de la relación, pero tiene un cambio brusco, desarrollando actitudes negativas como la posesividad.

- Hay situaciones de poco control de ira.

- No hay madurez en el sistema afectivo.

- Imposibilidad para aceptar un rechazo o respuesta negativa.

## Observatorio mundial contra el feminicidio

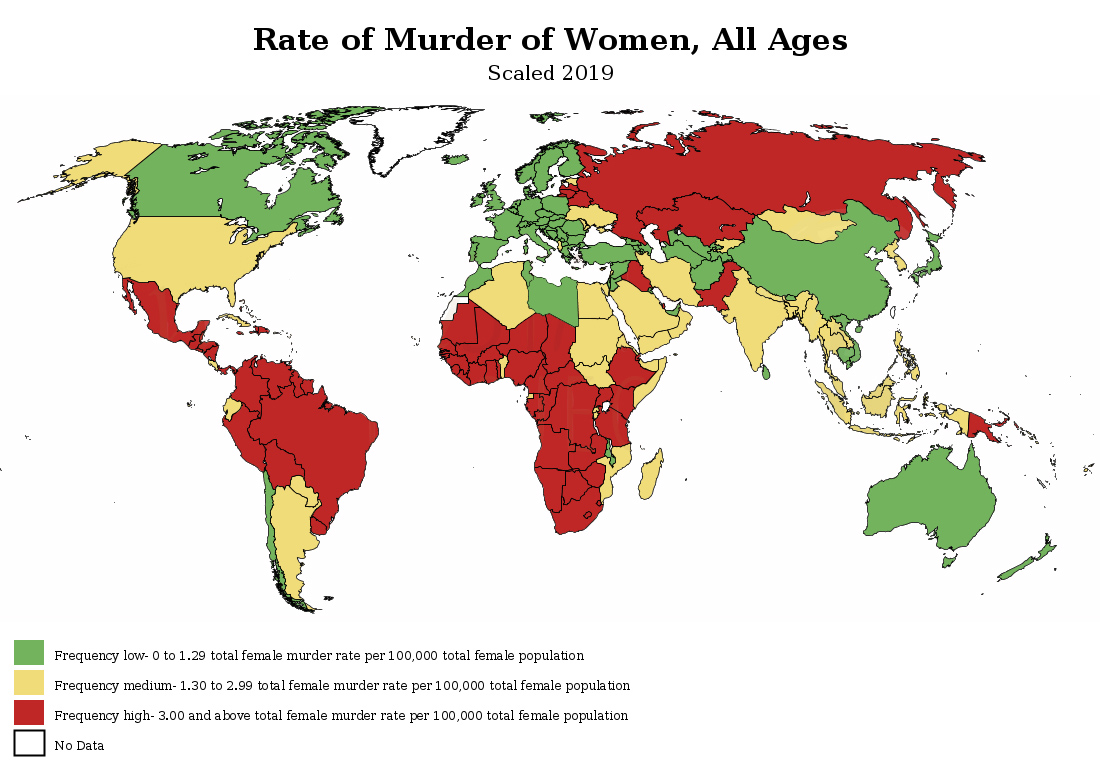
Un mapa del mundo que muestra asesinatos por cada 100,000 habitantes cometidos contra mujeres, 2019.

En septiembre de 2016 al término de la Asamblea General de la ONU, su relatora para la Mujer, Dubravka Simonovic, pidió formalmente el “establecimiento a nivel mundial, nacional y regional de un observatorio contra el feminicidio y observatorios sobre la violencia contra la mujer” que ya había propuesto el 25 de noviembre de 2015. Simonovic recibió el respaldo explícito a esta iniciativa del Comité para la Eliminación de la Discriminación contra la Mujer (CEDAW), de la relatora especial sobre los derechos de las Mujeres de la Comisión Interamericana de Derechos Humanos (CIDH), Margarette May Macaulay, de su homóloga para las mujeres en África, Lucy Asuagbor, y de otros organismos internacionales.
En el 2017 se estima que 87,000 mujeres fueron asesinadas globalmente, y más de la mitad de ellas fueron matadas por sus parejas o miembros familiares. Lo que quiere decir que 137 mujeres alrededor del mundo son asesinadas a diario por un miembro de su familia. Más de un tercio (30,000) de las mujeres asesinadas en el 2017 fueron exterminadas por su actual o expareja. Un 38% de los asesinatos de mujeres son cometidos por su pareja íntima masculina, según confirmó a finales del año de 2017 la Organización Mundial de la Salud (OMS). Y, el informe de ONU MUJERES señala que actualmente al menos 144 países han aprobado leyes sobre violencia doméstica y otros tantos lo hicieron sobre el acoso sexual.

## Feminicidios por países

### Argentina
Según un registro de la Corte Suprema, en Argentina hubo 251 víctimas de femicidio en 2020. Los datos también indican que el 89% de los imputados fueron varones con quienes las víctimas tenían un vínculo o conocimiento previo, el 59% de los casos provienen de sus parejas y exparejas.
En las provincias de Salta, Jujuy y Santiago del Estero las tasas de femicidios se encuentran muy por encima de la media nacional, oscilando entre 2,7 y 2,1 cada 100 mil mujeres.
También hay un dato que demuestra el estado de desprotección de las víctimas es el que señala que el 80% de los femicidios fueron realizados en espacios privados, sobresaliendo dentro de este total un 71% de los casos en que los femicidios se realizaron en las viviendas de las víctimas.
En el año 2017, hubo 251 víctimas directas de femicidios en el país.
Teresa Peramato Martín, en su artículo para El Derecho, escribe:

Marcela Lagarde definió el acto de asesinar a una mujer, sólo por el hecho de su pertenencia al sexo femenino, como "feminicidio", pero intentando dar a este concepto un significado político para denunciar la inactividad, con claro incumplimiento de las convenciones internacionales, de los Estados, en una lucha eficaz, contundente, seria e inflexible contra estos brutales crímenes y sus autores, y, así, eligió la voz feminicidio para denominar al conjunto de hechos que contienen los crímenes y las desapariciones de mujeres cuando concurra, el silencio, la omisión, la negligencia, la inactividad de las autoridades encargadas de prevenir y erradicar estos crímenes.
Hay feminicidio cuando el Estado no da garantías a las mujeres y no crea condiciones de seguridad para sus vidas en la comunidad, en el hogar, ni en el lugar de trabajo, en la vía pública o en lugares de ocio.
En la misma línea, pero ampliando aún más el concepto al incluir bajo tal terminología no sólo la muerte dolosa sino otros actos de violencia previa, Julia Monárrez dice que «El feminicidio comprende toda una progresión de actos violentos que van desde el maltrato emocional, psicológico, los golpes, los insultos, la tortura, la violación, la prostitución, el acoso sexual, el abuso infantil, el infanticidio de niñas, las mutilaciones genitales, la violencia doméstica y toda política que derive en la muerte de las mujeres, tolerada por el Estado».
Teniendo en cuenta lo anterior, es evidente que estamos ante términos complementarios siendo el Feminicidio, el homicidio o asesinato de la mujer por el simple hecho de pertenecer al sexo femenino y Feminicidio, el conjunto de feminicidios, en una situación de absoluta o patente inactividad de los Estados para la persecución y evitación de tales crímenes.

A este último concepto se están refiriendo las diferentes Organizaciones internacionales cuando al definir la violencia de género se refieren a la violencia tolerada o perpetrada por el Estado y sus agentes.
Teresa Peramato Martín

### Brasil

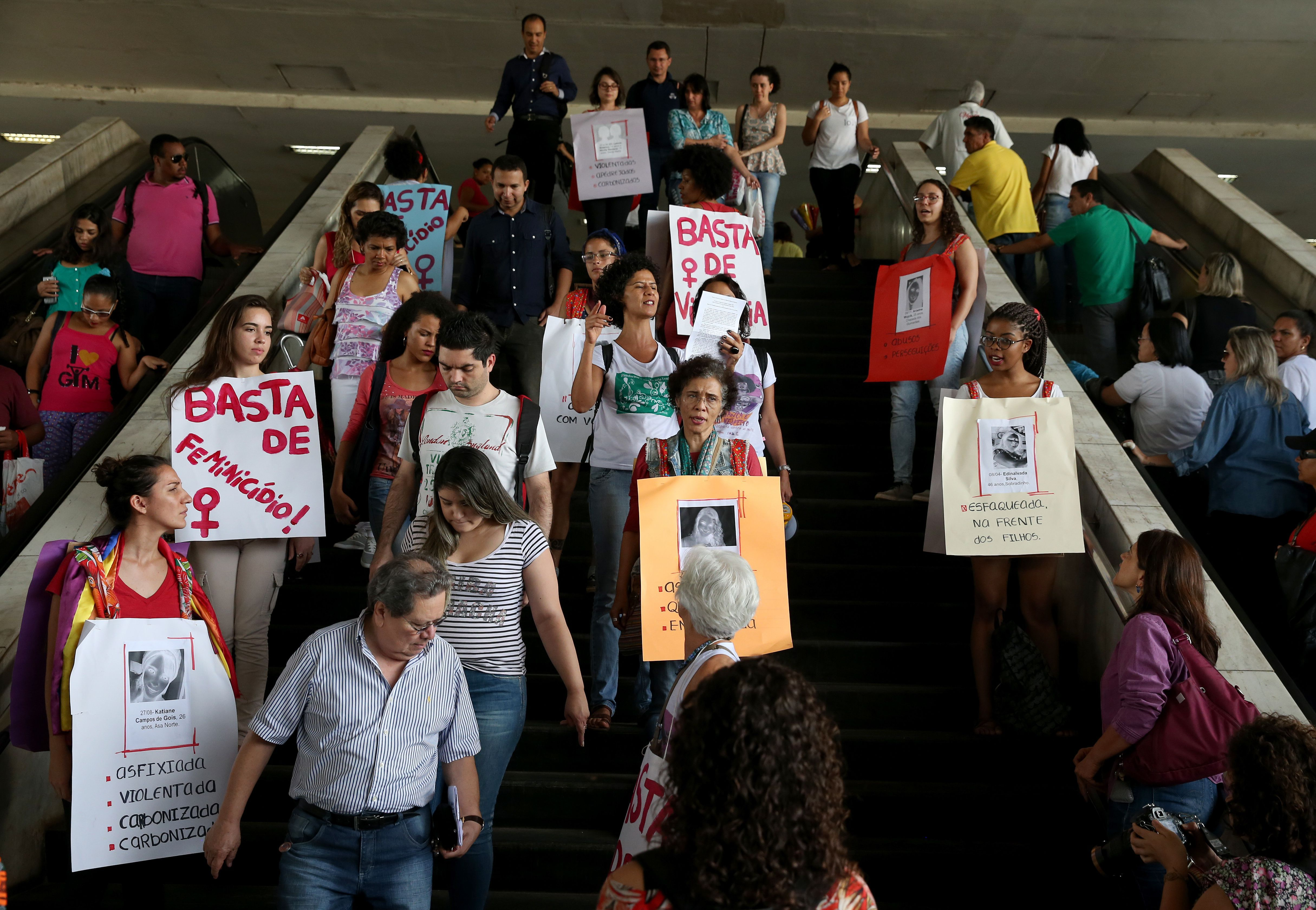
Manifestación contra los feminicidios en Brasilia, Brasil. 28 de noviembre de 2016.

Brasil ha sido elegido por ONU Mujeres y la Oficina del Alto Comisionado de las Naciones Unidas para los Derechos Humanos para la adaptación del Modelo de Protocolo latinoamericano de investigación de las muertes violentas de mujeres por razones de género dado que, según denunció ONU Mujeres en marzo de 2018 el 40 % de los feminicidios en América Latina se cometen en Brasil donde 13 mujeres son asesinadas por día. Las más afectadas por el feminicidio son las mujeres negras.
De 2003 a 2013 el número de feminicidios creció un 21 % desde 3.937 en 2003 hasta 4.762 en 2013, convirtiendo a Brasil en el quinto país del mundo con mayor tasa de muertes violentas de mujeres, según datos de la Organización Mundial de la Salud. La tasa de asesinatos de mujeres en 2015 es de 4,8 asesinatos por cada 100.000 mujeres. Tan sólo El Salvador, con 8,9 homicidios para cada 100.000 mujeres (en 2012), Colombia (6,3 en 2011), Guatemala (6,2 en 2012) y Rusia (5,3 en 2011) tienen tasas mayores.

### Canadá
También hay sospechas de que hay feminicidio entre las mujeres indígenas canadienses. Quinientas mujeres aborígenes han sido declaradas como desaparecidas o han sido asesinadas desde 1980, un número desproporcionado si se tiene en cuenta lo reducido de la población indígena canadiense. Estudios sociológicos explican que estas mujeres son vistas como blanco fácil para la violencia porque su raza las sitúa en lo más bajo de la jerarquía social[cita requerida] y económica. Muchas de las mujeres desaparecidas han sido descartadas como prostitutas, que supone un factor de riesgo, y su desaparición no ha sido investigada. Uno de los hechos que ha llevado la atención internacional sobre las mujeres de Canadá fue el asesinato de Helen Betty Osborne en 1971.

### Chile
En Chile, el organismo responsable del Registro Oficial de Casos de Femicidios es el Ministerio de la Mujer y la Equidad de Género (SERNAMEG). Según estos reportes, el número de femicidios en el país se ha mantenido estable durante los últimos años entre 40-50 casos anuales.

### El Salvador
La situación de los feminicidios es una problemática alarmante dentro del país centroamericano. Según el Informe sobre el estado y situación de violencia contra las mujeres, elaborado en 2017, en el cual como parte de los datos más recientes, se encuentran las siguientes cifras:
- 574 asesinatos a mujeres, perpetrados en el año 2015.
- 524 víctimas de feminicidios para el año 2016.
- 201 mujeres asesinadas dentro del primer semestre del año 2017, teniendo como mes más violento a junio (45 muertes).

Según informes de la Policía Nacional Civil de El Salvador (PNC), expuestos por elsavador.com (página digital del Diario de Hoy), 88 asesinatos fueron perpetrados entre el 1 de enero y el 10 de abril de 2019. Dejando la escandalosa cifra de 88 asesinatos en un total de 100 días. Esta información es parte de una nota digital la cual muestra datos fatales sobre la situación de violencia y asedio que viven las mujeres dentro de El Salvador. Datos que, según la misma nota, son incluso menores a las estadísticas obtenidas para el año 2018 (41 menos).
La cifra acumulada de los feminicidios en El Salvador entre enero y noviembre se elevó aproximadamente un 7,25 %, en comparación con el mismo lapso de 2020, según las cifras consensuadas por la Policía, Fiscalía y Medicina Legal consultadas este miércoles por Efe.
La Dirección de Información y Análisis (DIA) del Ministerio de Seguridad publicó en su portal digital las actas de la Mesa Técnica Interinstitucional para la Conciliación de Cifras de Víctimas de Homicidios y Feminicidios, que se conforma con las citadas instituciones.
Según los datos, alojados en el sitio seguridad.gob.sv, entre enero y noviembre de 2021 se perpetraron 74 feminicidios, 5 más que en el mismo lapso del 2020, cuando se registraron 69.
Esta cifra representa un alza del 7,25 % en los asesinatos por odio contra mujeres en diez meses.
Las actas mensuales indican que en enero se cometieron 12 feminicidios, 4 en febrero, 14 en marzo, 6 en abril y 10 en mayo. Mientras que en junio fueron 6, en julio 5, en agosto 2, en septiembre y octubre cada mes registró 4, y 7 en noviembre.
Si el dato del 2021 se compara con 2019, cuando se computaron 108 feminicidios entre enero y noviembre, el resultado es una baja de 34 casos, equivalente al 31,5 %.
En julio pasado, un grupo de mujeres protestó y denunció el alza en la cifra de feminicidios, el abandono estatal y exigieron una política pública de prevención de estos crímenes.
"Las mujeres nos encontramos en un abandono y en un quiebre del estado de derecho", porque lo "poco que teníamos ahora está totalmente fracturado y no hay ninguna evidencia que vaya a mejorar", dijo a Efe Keyla Cáceres, de la organización Colectiva Amorales.
También denunció que las autoridades no dan crédito a las denuncias de violencia contra las mujeres y no responden adecuadamente.
Amnistía Internacional (AI) considera a El Salvador uno de los países más peligrosos del mundo para las mujeres.

### Honduras
Honduras presenta la tasa de homicidios más alta del planeta pero alrededor del 90 % de los casos no son investigados, debido a esto, es uno de los países con los niveles más altos de feminicidios; entre 2002 y 2013 fueron asesinadas 3923 mujeres.

### India
En la India aún se practica el satí, un tradicional rito hindú que consiste en la inmolación de las viudas junto con el cadáver del marido, y que representa una eliminación completa de los derechos —en efecto, del derecho a la vida— de una clase entera de mujeres (las viudas), pese a haber sido prohibido por los ingleses a partir de 1829.  Karen McCarthy Brown, comentando sobre el satí, escribió: «reconozco la misoginia cuando la veo».

### México
El término feminicidio surgió en México como una adaptación del término inglés femicide cuya traducción literal sería femicidio. Es usado para describir los repetidos asesinatos de mujeres en Ciudad Juárez (Chihuahua, México) debido a que se considera que la justicia local no estaba investigando los crímenes. La mayoría de las mujeres son violadas y algunas mutiladas, torturadas o incluso descuartizadas.  La tipología de feminicidio sexual sistemático creada por Julia Monárrez responde precisamente a estos hechos. La respuesta de las autoridades ante estos crímenes se caracterizó por culpabilizar a las propias víctimas y/o a sus familias y por una completa impunidad de los culpables. No es de extrañar, por lo tanto, el énfasis que autoras como Lagarde han puesto en el papel del Estado en el feminicidio.
México fue el primer país en proponer la tipificación del feminicidio, pero no el primer país en que éste fue tipificado, este fue Guerrero en diciembre de 2010. Actualmente el feminicidio ha sido tipificado en todas las Entidades Federativas y fue tipificado en el Código Penal Federal en abril de 2012. La mayor parte de estas tipificaciones fueron llevadas a cabo entre 2011 y 2012 y tuvieron como telón de fondo las elecciones presidenciales de 2012. En opinión de Patsilí Toledo, el factor político tuvo un peso muy grande en la decisión de los políticos de agilizar la aprobación de estas leyes debido al gran peso mediático que se le dio a estas iniciativas.

La primera vez que la ley mexicana definió el feminicidio, fue en la Ley General de Acceso de las Mujeres a una Vida Libre de Violencia (LGAMVLV) publicada en el diario oficial el 1 de febrero de 2007 :
Artículo 21. Violencia Feminicida: Es la forma extrema de violencia de género contra las mujeres, producto de la violación de sus derechos humanos, en los ámbitos público y privado, conformada por el conjunto de conductas misóginas que pueden conllevar impunidad social y del Estado y puede culminar en homicidio y otras formas de muerte violenta de mujeres.
El 29 de junio de 2011, en el Distrito Federal, fue aprobada la iniciativa para incluir reformas en contra del feminicidio, adicionándose el artículo 148 Bis del Código Penal dentro del Título Primero referentes a los "Delitos contra la vida, la integridad corporal, la dignidad y el acceso a una vida libre de violencia" Capítulo VI. Feminicidio, el cual establece que: 

Comete el delito de feminicidio quien, por razones de género, prive de la vida a una mujer... existen razones de género cuando se presente cualquiera de los siguientes supuestos: I. La víctima presente signos de violencia sexual de cualquier tipo; II. A la víctima se le hayan infligido lesiones infamantes, degradantes o mutilaciones, previas o posteriores a la privación de la vida; III. Existan datos que establezcan que se han cometido amenazas, acoso, violencia o lesiones del sujeto activo en contra de la víctima; IV. El cuerpo de la víctima sea expuesto, depositado o arrojado en un lugar público; o V. La víctima haya sido incomunicada, cualquiera que sea el tiempo previo a su fallecimiento. A quien cometa feminicidio se le impondrán de veinte a cincuenta años de prisión. Agravantes: Si entre el activo y la víctima existió una relación sentimental, afectiva o de confianza; de parentesco, laboral, docente o cualquiera que implique subordinación o superioridad, y se acredita cualquiera de los supuestos establecidos en las fracciones anteriores, se impondrán de treinta a sesenta años de prisión
Artículo 148 Bis del Código Penal del Distrito Federal, 2011.

Para el Observatorio Ciudadano Nacional sobre Feminicidio de México, el feminicidio se refiere al asesinato de mujeres por parte de hombres que las matan por el hecho de ser mujeres. Los Feminicidios son asesinatos motivados por la misoginia, porque implican el desprecio y el odio hacia las mujeres; y por el sexismo, porque los varones que las asesinan sienten que son superiores a las mujeres y que tienen derecho de terminar con sus vidas; o por la suposición de propiedad sobre las mujeres (OCNF 2009:11).

### Perú
En Perú, los estudios sobre el concepto feminicidio fueron iniciados por las organizaciones feministas. En este artículo, Liz Melendez, directora del Centro de la mujer peruana, Flora Tristán, hace un repaso de los trabajos promovidos desde la sociedad civil, que condujeron a la tipificación del feminicidio como delito autónomo (y su reciente modificación con ampliación de penas para el victimario), su prevención y tratamiento punitivo.
En el país se cuenta con estadísticas oficiales, que evidencian la magnitud del problema. Según el Ministerio Público, entre el 2009 y 2010, se registraron 283 Feminicidios; y entre enero y julio del 2011, se perpetraron 48. Cerca del 70 % de estos crímenes corresponden a feminicidio íntimo. Así mismo, el Ministerio de la Mujer y Poblaciones Vulnerables (MIMP), informa de forma periódica los casos que se presentan y los resultados pueden observarse en el siguiente cuadro:
Un estudio de la Universidad de Lima y el CIES identificó que el riesgo de que una mujer sea víctima de feminicidio aumenta cuando existió previamente violencia psicológica y física. Haber actuado con premeditación también aumentó en forma importante el riesgo de letalidad. El mismo estudio identificó que las mujeres que fueron víctimas de violencia con riesgo de feminicidio (frente a las que no lo fueron) presentan mayores tasas de depresión, consumo de tabaco y alcohol. Incluso, los hijos de ellas presentan más episodios de diarrea, sangre en heces, tos, fiebre reciente (frente a los hijos de las que no sufren esta violencia). Además, este mismo trabajo calculó que entre el 2011 y el 2015 se perdieron 16,567 años debido a muertes prematuras por feminicidios.
Según la doctrina el delito del feminicidio es definido como el crimen contra las mujeres por razones de su género, es un acto que no corresponde a una coyuntura específica, pues se desarrolla tanto en tiempo de paz como en tiempos de conflicto armado y las mujeres víctimas no poseen un perfil de rango de edad ni de condición socioeconómica, pues pueden ser personas con quienes la víctima mantiene un vínculo afectivo, amical o social, como por ejemplo familiares, enamorados, novios, convivientes, cónyuges, ex convivientes, ex cónyuges o amigos. También pueden ser personas desconocidas, como vecinos, compañeros de trabajo y de estudio; de igual forma desconocidos para la víctima. De lo expuesto se evidencia, al punto que se habla de tipos o clases de feminicidio. Así tenemos el feminicidio íntimo, el feminicidio no íntimo y el feminicidio por conexión.
En lo que va del 2019 en el mes de enero se dieron 15 feminicidios, febrero de igual manera 15, en el mes de marzo 13 al igual que el mes de abril, mientras que e el mes de mayo se dieron 11 feminicidios seguido el mes de julio con 19 feminicidios, junio con 15 y agosto con 16 feminicidios, sumando estos un total de 117 femicidios en lo que va del año.

### Colombia
En Colombia, el feminicidio se tipifica como delito autónomo desde al Ley 1761 de 2015 también llamada Ley Rosa Elvira Cely (en honor a una de las víctimas más representativas de este delito en el país). Esta Ley, creó el artículo 104A del Código Penal. Con anterioridad, el feminicidio se sancionaba como una modalidad agravada del homicidio en los términos del artículo 104 del Código Penal. 
Entre 2015 y 2020 la Fiscalía General de la Nación ha procesado penalmente 2305 feminicidios. En 2015, 107. En 2016, 292. En 2017, 443. En 2018, 554. En 2019, 568. Y en 2020, 341.

### Vanuatu (Nuevas Hébridas)
El misionero J. G. Paton (1824-1907) explicaba que la costumbre tradicional de los indígenas de Vanuatu era estrangular a las viudas. En su cultura nativa, también se acostumbraba sacrificar mujeres si el jefe de la tribu caía enfermo, para propiciar su sanado.  Ante cualquier ofensa, los varones golpeaban a la mujer sin límite alguno, y, de matarlas, a nadie importaba.

## Legislación y jurisprudencia por países
Las primeras leyes en América Latina que incorporan el delito de femicidio son de Costa Rica, la Ley de Penalización de la Violencia contra las Mujeres N.º 8589 (LPVcM) promulgada en 2007 y Guatemala en 2008:Ley contra el Femicidio y otras violencias contra la mujer. Decreto del Congreso 22-2008.

### Argentina

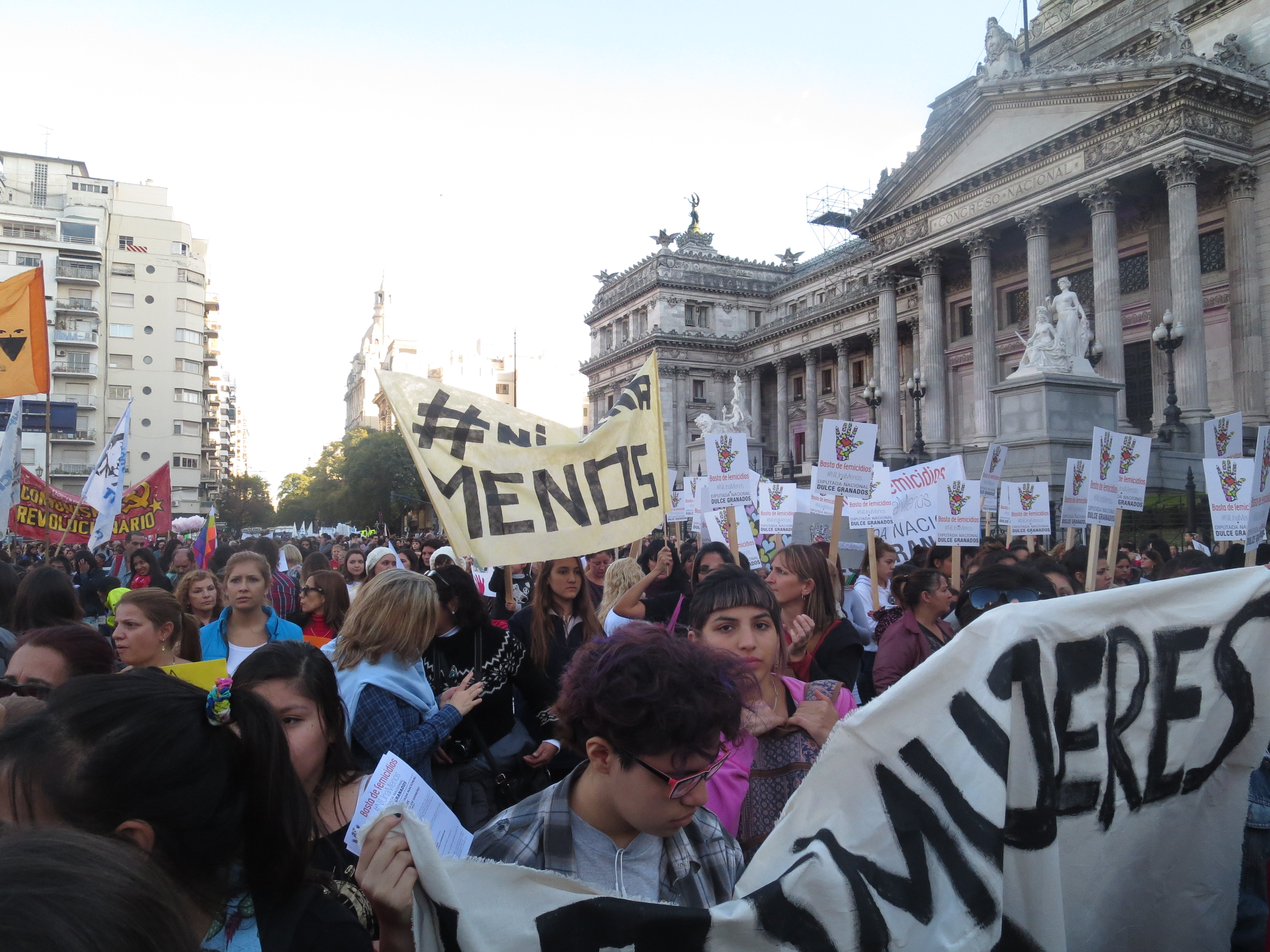
3 de junio de 2015: multitudinaria protesta contra el feminicidio en Buenos Aires.

En 2009 se sancionó la ley 26.485 para Prevenir, Sancionar y Erradicar la Violencia contra las Mujeres en los Ámbitos en que se Desarrollen sus Relaciones Interpersonales. La ley fue reglamentada por Decreto 1011/2010.
El 14 de noviembre de 2012 el Congreso sancionó la ley 26.791 creando el delito de feminicidio como causal autónoma del homicidio agravado, tipificándolo como el homicidio realizado contra "una mujer cuando el hecho sea perpetrado por un hombre y mediante violencia de género".
Este país dispone del Registro Nacional de Femicidios de la Justicia Argentina desde 2014. La Oficina de la Mujer (OM) y Oficina de Violencia Doméstica (OVD) de la Corte Suprema de Justicia de la Nación, junto la colaboración de todas las jurisdicciones del país, compilan, procesan y publican anualmente las causas por muerte violenta de mujeres (niñas, adolescentes y adultas) a manos de hombres por razones vinculadas con su género, hayan sido o no tipificadas como femicidio.

### Bolivia
Evo Morales, el entonces presidente de Bolivia, promulgó el 9 de marzo de 2013 la ley 348 que castiga el delito de feminicidio con hasta 30 años de prisión sin derecho a indulto. La norma pretende acabar con la violencia machista y otorgar a la mujer una protección integral. La ley se denomina Ley Integral para Garantizar a las Mujeres una vida libre de violencia.

### Chile
El femicidio en Chile se reconoció por primera vez como delito con la Ley de Femicidio el 2010, producto del creciente movimiento feminista en Latinoamérica y de la ratificación por parte de Chile de la Convención sobre la Eliminación de Todas las Formas de Discriminación contra la Mujer (CEDAW) en 1989. Posteriormente se amplió la tipificación del delito y las penas asociadas al femicidio con la Ley Gabriela el 2020.

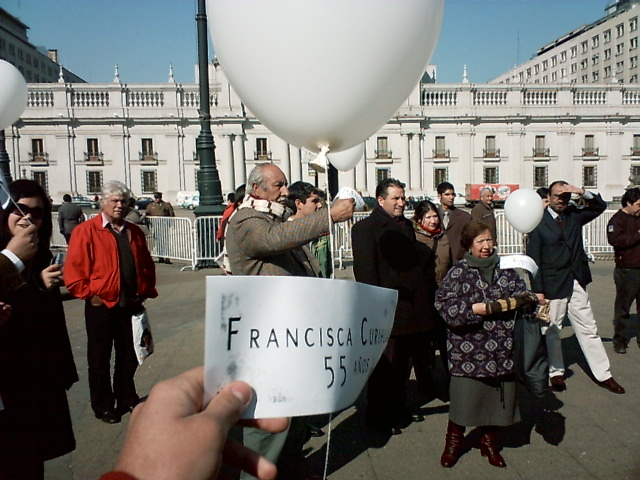
Acto en favor de la ley de feminicidio en Chile.

Un factor importante en el desarrollo de políticas públicas que aborden el tema de violencia contra la mujer fue la Agenda de Género impulsada por Michelle Bachelet durante su primer mandato (2006-2010) con el objeto de disminuir las desigualdades existentes entre mujeres y hombres introduciendo el enfoque de equidad de género en el Estado. Esto se tradujo en la formación de unidades de género en todos los servicios públicos, reformas legales, nuevas líneas de políticas públicas y la definitiva conformación del Ministerio de la Mujer y la Equidad de Género (SERNAMEG), organismo responsable del Registro Oficial de Casos de Femicidios.

### Colombia
En Colombia, la Ley 1761 de 2015 creó el tipo penal de feminicidio y lo incluyó en el artículo 104A del Código Penal y en el artículo 104B previó sus agravantes. La descripción de la conducta consiste en causar la muerte de una mujer, por su condición de mujer.
El artículo también describe varios contextos que permiten a las autoridades de terminar cuándo el homicidio de una mujer debe considerarse como un feminicidio, algunos de ellos son la existencia de una relación previa con el autor, la realización de actos de instrumentalización, el uso de relaciones de poder para cometerlo, llevarlo a cabo para causar terror, la existencia de antecedentes de violencia de género o la privación de la libertad de locomoción de la mujer de manera previa al feminicidio. 
En las sentencias C-297 y C-539 de 2016 la Corte Constitucional declaró exequible la consagración del feminicidio como delito autónomo e independiente del homicidio.

### Ecuador
En 2014, la Asamblea Nacional del Ecuador dio el visto bueno al nuevo código penal denominado Código Orgánico Integral Penal, donde incluye este neologismo de la violencia hacia la mujer. "Artículo 141.- Feminicidio. La persona que como resultado de relaciones de poder manifestadas en cualquier tipo de violencia de muerte a una mujer por el hecho de serlo o por su condición de género, será sancionada con pena privativa de libertad de veintidós a veintiséis años."

### El Salvador
La Asamblea Legislativa, como una respuesta a la ola de violencia y agravios contra los derechos humanos de las mujeres que viven El Salvador, decretó la Ley Especial Integral para una Vida Libre de Violencia para las Mujeres Archivado el 4 de julio de 2019 en Wayback Machine.. La cual tiene como objetivo primordial el reconocimiento y cumplimiento de los derechos de las mujeres, así como la prevención y sanción efectiva de los que realicen acciones que ataquen de forma social, psicológica o física a una mujer.
Dentro del ámbito de aplicación, la ley establece lo siguiente: 
La presente Ley se aplicará en beneficio de las mujeres que se encuentren en el territorio nacional, sean éstas nacionales o no, o que teniendo la calidad de salvadoreñas, estén fuera del territorio nacional, siempre que las acciones u omisiones de que trata la presente Ley puedan ser perseguidas con base en parámetros de extraterritorialidad.

### Guatemala
Por la "ley contra el femicidio y otras formas de violencia contra la mujer" del 2008 fue tipificado el delito de femicidio, punible con pena de prisión de veinticinco a cincuenta años. La ley también prevé que no se podrá conceder la reducción de la pena por ningún motivo a los condenados por femicidio, pero esta estipulación fue declarada inconstitucional en 2018.

### Honduras
En 2013, el Congreso Nacional aprobó la reforma al artículo 118 del Código Penal, agregando el inciso A que se refiere al delito de femicidios como el o los hombres que den muerte a una mujer por razones de género, con odio y desprecio por su condición de mujer y se castigará con una pena de treinta (30) a cuarenta (40) años de reclusión, cuando concurran una o varias de las circunstancias siguientes:
1. Cuando el sujeto activo del delito mantenga o haya mantenido con la víctima una relación de pareja, ya sea matrimonial, de hecho, unión libre o cualquier otra relación afín en la que medie, haya mediado o no cohabitación, incluyendo aquellas en las que se sostiene o se haya sostenido una relación sentimental;
2. Cuando el delito esté precedido de actos de violencia doméstica intrafamiliar, exista o no antecedente de denuncia;
3. Cuando el delito este precedido de una situación de violencia sexual, acoso, hostigamiento o persecución de cualquier naturaleza; y,
4. Cuando el delito se comete con ensañamiento o cuando se hayan infligido lesionados infamante, degradante o mutilaciones previas o posteriores a la privación de la vida.[77]

### México
El 16 de noviembre de 2009, la Corte Interamericana de Derechos Humanos pronunció una sentencia considerada ejemplar sobre el asesinato en 2001 de varias jóvenes mexicanas de Ciudad Juárez. Aquel año fueron descubiertos en un lugar conocido como «campo algodonero» los cadáveres de Claudia González, de 20 años, Esmeralda Herrera, de 15 años, y Laura Berenice Ramos, de 17 años, junto a los restos de otras cinco mujeres que no pudieron ser identificadas. Los cuerpos mostraban signos de que las mujeres habían sido violadas con extrema crueldad. Frente a la indiferencia y al desinterés de las autoridades mexicanas por investigar esas muertes, la abogada de las familias llevó el caso a la Corte Interamericana de Derechos Humanos. Ocho años más tarde, la Corte condenó por primera vez en la Historia a un país, México, por considerarle responsable de feminicidio. Lo declaró «culpable de violentar el derecho a la vida, la integridad y la libertad personal, entre otros delitos» así como culpable de «no investigar adecuadamente» las muertes.
En esta sentencia, el alto tribunal define el feminicidio como «homicidio de mujer por razones de género». La condena no se limita a los cinco casos denunciados sino que incluye una serie de deberes impuestos al Estado mexicano para investigar e impedir los feminicidios en su territorio.
La Corte, utilizó la expresión «homicidio de mujer por razones de género» y no el término «feminicidio» y consideró que no es necesario ni posible pronunciarse de manera definitiva sobre cuáles homicidios de mujeres en Ciudad Juárez desde 1993, constituyen homicidios de mujeres por razones de género, más allá de los homicidios de las tres víctimas del presente caso. Por esta razón, se pronunció ante los casos de Ciudad Juárez como homicidios de mujeres, aunque entienda que algunos o muchos de éstos puedan haber sido cometidos por razones de género y que la mayoría han ocurrido dentro de un contexto de violencia contra la mujer. Incluso la Comisión no calificó los hechos ocurridos en Ciudad Juárez como lo que actualmente se reconoce como feminicidio, solo los representantes de las víctimas, expresaron que los homicidios y desapariciones de niñas y mujeres en Ciudad Juárez, son la máxima expresión de la violencia misógina, por lo que alegaron que esa violencia se ha conceptualizado como “feminicidio”.

### Perú
En Perú la violencia contra la mujer va en aumento. En 2014 ocupó el segundo lugar en feminicidios en América Latina según un informe de la Cepal. En el 2012, según el Ministerio de la Mujer, se registraron 174 casos de feminicidio o tentativa de feminicidio, el 2015 la cifra aumentó a 293 casos y en el 2016 la cifra a mitad del año en ascendía a 172. A esta fecha se calcula que todos los días hay cerca de 16 violaciones y una mujer es golpeada o asesinada por su pareja.
Con frecuencia las agresiones y asesinatos se producen con impunidad. Así lo denunció la ministra de la Mujer Marcela Huaita Alegre que se reunió con el presidente del Poder Judicial tras las leves condenas que recibieron los agresoree las jóvenes Cindy Arlette Contreras y Lady Guillén, ambas víctimas de violencia y que se convirtieron en dos casos especialmente mediáticos.  La impunidad fue el centro de la campaña #NiUnaMenos contra la violencia hacia la mujer y en la marcha celebrada en agosto de 2016 para detener la violencia contra la mujer.
Por la ley 30068, el Congreso del Perú introdujo en el código penal el delito de feminicidio, punido por un mínimo de quince años de cárcel, o por cadena perpetua si concurren dos o más circunstancias agravantes.

## Papel de los medios de comunicación
Ciertos tratamientos mediáticos de los feminicidios tienen el potencial de incentivar la violencia contra las mujeres: "la cobertura periodística en TV de los feminicidios íntimos –perpetrados por la pareja– puede incrementar en un 42 por ciento la probabilidad de muertes por esta causa", mientras que "las noticias sobre medidas para abordar la violencia de género parecen mostrar un efecto positivo que reduce en un 10 por ciento la probabilidad de muerte por esa causa".
Otras investigaciones afirman que la probabilidad de que perpetre un feminicidio aumenta durante los días posteriores a su publicación en los medios. La publicación de feminicidios permite a los potenciales victimarios aprender y asimilar la conducta de “matar a su pareja o ex pareja”, de modo tal que en "una situación de tensión, puede que se lleve a cabo el fatal desenlace", o bien debilitan "inhibiciones que, en otras circunstancias, habrían podido impedir la comisión del asesinato (por ejemplo, el miedo a las consecuencias)".
El 91,5 % de las noticias periodísticas no informa sobre las consecuencias judiciales del hecho; la víctima suele ser más identificada que su agresor, incluyendo en muchos casos datos como el domicilio y el lugar de trabajo; las noticias suelen incluir datos morbosos que introducen confusión en la comprensión del fenómeno; los medios suelen incluir detalles atenuantes. Por otra parte, el recurso de los medios a profesionales del Derecho reduce considerablemente las imprecisiones y aumenta la comprensión del hecho.
Se han identificado cuatro enfoques principales en la información periodística sobre feminicidios: el de la nota policíaca tradicional, el feminista, el de salud pública y el del periodismo judicial y la cultura legal.
La nota policíaca tradicional, según Rodelo, entiende el crimen como un hecho aislado, separándolo de la naturaleza sistemática del feminicidio y de todos los indicios y factores de riesgo que pudo haber habido. Solamente explica las circunstancias inmediatas que permitan a los espectadores comprender la relación entre el agresor y la víctima y las motivaciones del agresor, y, al hacerlo sin enfatizar la responsabilidad moral del agresor, termina muchas veces culpabilizando a la víctima y justificando al agresor. Además, brinda información morbosa adicional, que atrae una mayor audiencia, pero viola los derechos a la privacidad de las personas implicadas en el crimen.
Desde la perspectiva feminista, se enfatizan los antecedentes y la naturaleza sistemática, social y cultural del feminicidio como consecuencia del machismo y la misoginia. Para  esto, además, se recomienda recurrir a fuentes especializadas en violencia de género y proporcionar datos para contactar líneas de apoyo, asesoría legal, atención psicológica y refugios. Asimismo, se recomienda enfatizar la responsabilidad del agresor.
Desde la perspectiva de salud pública, se enfatizan los antecedentes, las circunstancias y, en general, todos los indicios y factores de riesgo que señalaban posibilidad y probabilidad de que el crimen se produjera. Esto lo hace con el propósito de que las audiencias puedan identificar estos indicios y reducir sus factores de riesgo.
Desde la perspectiva del periodismo judicial y la cultura legal, se busca respetar los derechos a la privacidad y a la presunción de inocencia, usando frases como «probable delito cometido».

### En español
- Asamblea Legislativa, 2011, Decreto N.º 520, San Salvador. Diario oficial.
- Bidaseca, Karina, 2015, Escritos en los cuerpos racializados. Lenguas, memoria y genealogías (pos)coloniales del feminicidio. Col.lecció Estudis de Violència de Gènere. Edicions Universitat de les Illes Balears.
- Bourdieu, Pierre, 2000, La dominación masculina. Madrid. Anagrama
- Devalle, Susana B.C., 2000, Violencia: estigma de nuestro siglo, en Devalle Susana B.C. (comp.), Poder y cultura de la violencia, El Colegio de México, México, pp. 15-31.
- Fisas, Vicenç, 1998, “Introducción”, El sexo de la violencia: Género y cultura de la violencia, Icaria, Barcelona, pp. 7-18.
- Foucault, Michel, 1998, Vigilar y castigar, trad. de Aurelio Garzón del Camino, Siglo XXI editores, México.
- Fuentes, Noé, Brugues, Alejandro y Cortez, Willy, 1998, “Inseguridad en la Frontera Norte”, Ciudades, núm. 40, Red Nacional de Investigación Urbana, octubre-diciembre, pp. 18-24.
- Grupos de estudios de género de la UACJ/Comité Independiente de Chihuahua de los Derechos Humanos / Grupo Ocho de marzo de Ciudad Juárez, Mujeres asesinadas 1983-1998, Ciudad Juárez, Chihuahua.
- Izquierdo, María Jesús, 1998, “Los órdenes de la violencia: especie, sexo y género”, en Vicenç Fisas (ed.), El sexo de la violencia: género y cultura de la violencia, Icaria, Barcelona, pp.61-91.
- Lagarde, Marcela, 1997, Identidades de género y derechos humanos. La construcción de las humanas, VII curso de verano. “Educación, democracia y nueva ciudadanía”, Universidad Autónoma de Aguascalientes, 7 y 8 de agosto.
- Lagarde, Marcela, 1999, Una mirada feminista en el umbral del milenio, Instituto de Estudios de la Mujer/Facultad de Filosofía y Letras/Universidad Nacional, Costa Rica.
- Lagarde, Marcela. 2006, Prefacio. En: Rusell, D. y Radford, J. Feminicidio. La política del asesinato de las mujeres. México: Ceiich/Unam. Citada en Izabel Solyszko Gomes, Feminicidio y feminicidio: Avances para nombrar la expresión letal de la violencia de género contra las mujeres, Centro de Atención a Mujeres víctimas de violencia: “Centro de Referencia de las Mujeres de la Maré-Carminha Rosa”
- Lovera López, Sara. 2006 Psicología y género en la procuración de justicia. Fiscalía Especial Para la Atención de Delitos Relacionados con Actos de Violencia contra las Mujeres en el País (FEVIM)& UNAM, México, D.F.
- Manieri, Rosaria, 1978, Mujer y capital, trad. de Benito Gómez, Tribuna Feminista, Madrid.
- Marx, K., y Engels, F., 1980, Obras escogidas I y III, Editorial Progreso, Moscú.
- Monárrez, Julia E., 2000, “La cultura del feminicidio en Ciudad Juárez, 1993-1999”, en Frontera Norte, núm. 23, vol. 12, enero-junio, pp. 87-117.
- Monárrez Fragoso, Julia Estela 2009, Trama de una injusticia-feminicidio sexual sistémico en Ciudad Juárez, México. Revista Región y sociedad vol. 12 no. 47. 2010 PP. 328. Colegio de Sonora y Miguel Ángel Porrúa ISSN 1870-3925.
- Organización de los Estados Americanos (1994), “Convención Interamericana Para Prevenir, Sancionar Y Erradicar La Violencia Contra La Mujer ". Belém do Pará. OEA.
- Pérez, Salvador. Lizárraga, Kenia (2017), Feminicidios: Causas y consecuencias. Centro de Estudios Sociales y Opinión Pública, CDMX.
- Procuraduría General de Justicia del Estado/Subprocuraduría Zona Norte, Homicidios cometidos en perjuicio de mujeres en Ciudad Juárez, Chihuahua en el periodo de 1993-1998, Averiguaciones previas.
- Poulantzas, Nicos, 1977, Las clases sociales, en Raúl Benítez Zenteno et. al., Las clases sociales en América Latina, Siglo XXI, México, pp. 96-126.
- Russell, Diana y Harmes, Roberta A. (2006) Feminicidio: una perspectiva global. UNAM[1]
- Universidad Centroamericana "Jose Simeon Cañas". (2018), Informe de derechos humanos 2017, La Libertad.

### En inglés
- AJIC, Aboriginal Justice Implementation Commission. “The Death of Helen Betty Osborne.”
- Andersen, Margaret L., 1983, Thinking About Women, Macmillan Publishing Co., Nueva York.
- Bellhouse, Mary L., 1999, Crimes and Pardons: Bourgeois Justice, Gendered Virtue, and the Criminalized Other in Eighteenth-century France, Signs, vol. 24, núm. 4, verano, pp. 959-1010.
- Britton, Dana M., 2000, Feminism in Criminology: Engendering the Outlaw, Annals of the American Academy of Political and Social Science, vol. 571, Thousand Oaks, CA, septiembre, pp. 57-76.
- Bunster-Bunalto, Ximena, 1993, Surviving Beyond Fear: Women and Torture in Latin America, en Feminist Frameworks, McGraw-Hill, pp. 252-261.
- Burgess, Ann, W. et. al., 1995, Sexual Homicide: Patterns and Motives, Free Press, Nueva York.
- Antonio Mendoza, Killers on the Loose: Unsolved Cases of Serial Murder, (Virgin Books 2002), ISBN 0-7535-0681-5 — Study of unsolved serial killing around the world, including Ciudad Juárez.
- Cameron, Deborah y Elizabeth Frazer, 1987, The Lust To Kill, Nueva York University Press, Nueva York.
- "Canada: Stolen Sisters: A Human Rights Response to Discrimination and Violence against Indigenous Women in Canada." Amnesty International of Canada, 4 Oct. 2004, 30 Oct. 2005 *Caputi, Jane, 1987, The Age of Sex Crime, Bowling Green State University Popular Press, Ohio.
- Caputi, Jane, 1989, The Sexual Politics of Murder, Gender & Society, vol. 3, n.º 4, diciembre, pp. 437-456.
- Caputi, Jane, 1990, The New Founding Fathers: The Lore and Lure of the Serial Killer in Contemporary Culture, Journal of American Culture, vol. 13, n.º 3, pp. 1-12.
- Culhane, Dara. Their Spirits Live within Us: Aboriginal Women in Downtown Eastside Vancouver Emerging into Visibility. American Indian Quarterly 27 (2003): 593-606.
- Daly, Mary, 1990, Gyn/Ecology The Methaetics of Radical Feminism, Beacon Press, Boston.
- Dobash, Rebeca E., y Dobash, Russell P., 1998, Violent Men and Violent Contexts, en Dobash y Dobash (comps.), Rethinking Violence Against Women, Sage Publications, Thousand Oaks, CA, pp. 141-168.
- Domingo, Chris, 1992, What the White Man Won’t Tell Us: Report from the Berkeley Clearinghouse on Femicide, en Femicide: The Politics of Woman Killing, Twayne Publishers, Nueva York, pp. 195-202.
- Dworkin, Andrea, 1997, Life and Death, Free Press, Nueva York.
- «No place for your daughters». The Economist (en inglés). 24 de noviembre de 2005.
- Gibson, Lisa. “Innocence and purity vs. deviance and immorality: the spaces of prostitution in Nepal and Canada” Institute of Development Studies, University of Sussex, Brighton. MA Thesis. September 2003
- Gunder Frank, Andre, 1999, A testimonial contribution to the 25th Anniversary Issue of Social Justice, Social Justice, verano, vol. 26, núm. 2, pp. 1-15.
- Jenkins, Phillip, 1994, Using Murder: The Social Construction of Serial Homicide, Aldine de Gruyter, Nueva York.
- Kelly, Liz y Jill Radford, 1998, Sexual Violence Against Women and Girls: An Approach to an International Overview, en Dobash y Dobash (comps.), Rethinking Violence Against Women, Sage Publications, Thousand Oaks, CA, pp. 53-76.
- Leyton, Elliot. Hunting Humans: The Rise of the Modern Multiple Murderer. 1995, McClelland & Stewart, Canadá.
- McWilliams, Monica, 1998, Violence Against Women in Societies Under Stress, en Dobash y Dobash (comps.), Rethinking Violence Against Women, Sage Publications, Thousand Oaks, CA, pp. 111-140.
- Pally, Marcia, 1997, Pornography Does Not Cause Sexual Violence, en Mary E. Williams y Tamara L.
- Paton, John G. (1965) [1891 (1.ª edición popular en 1 vol.)].  Paton, James, ed. Missionary to the New Hebrides (en inglés) (12.ª edición). Edimburgo y Carlisle (Pensilvania): The Banner of Truth Trust. p. 524. ISBN 978 1 84871 276 8.
- Roleff (eds.), Sexual Violence: Opposing Viewpoints, Greenhaven Press, San Diego, pp. 24-28.
- Whitechapel, Simon. Crossing to Kill: The True Story of the Serial-Killer Playground. Virgin Books 2002, ISBN 0-7535-0686-6 — Updated edition of the first detailed study of the Juárez murders.